# Cazaci, Neamț
Cazaci este un sat în comuna Tarcău din județul Neamț, Moldova, România.

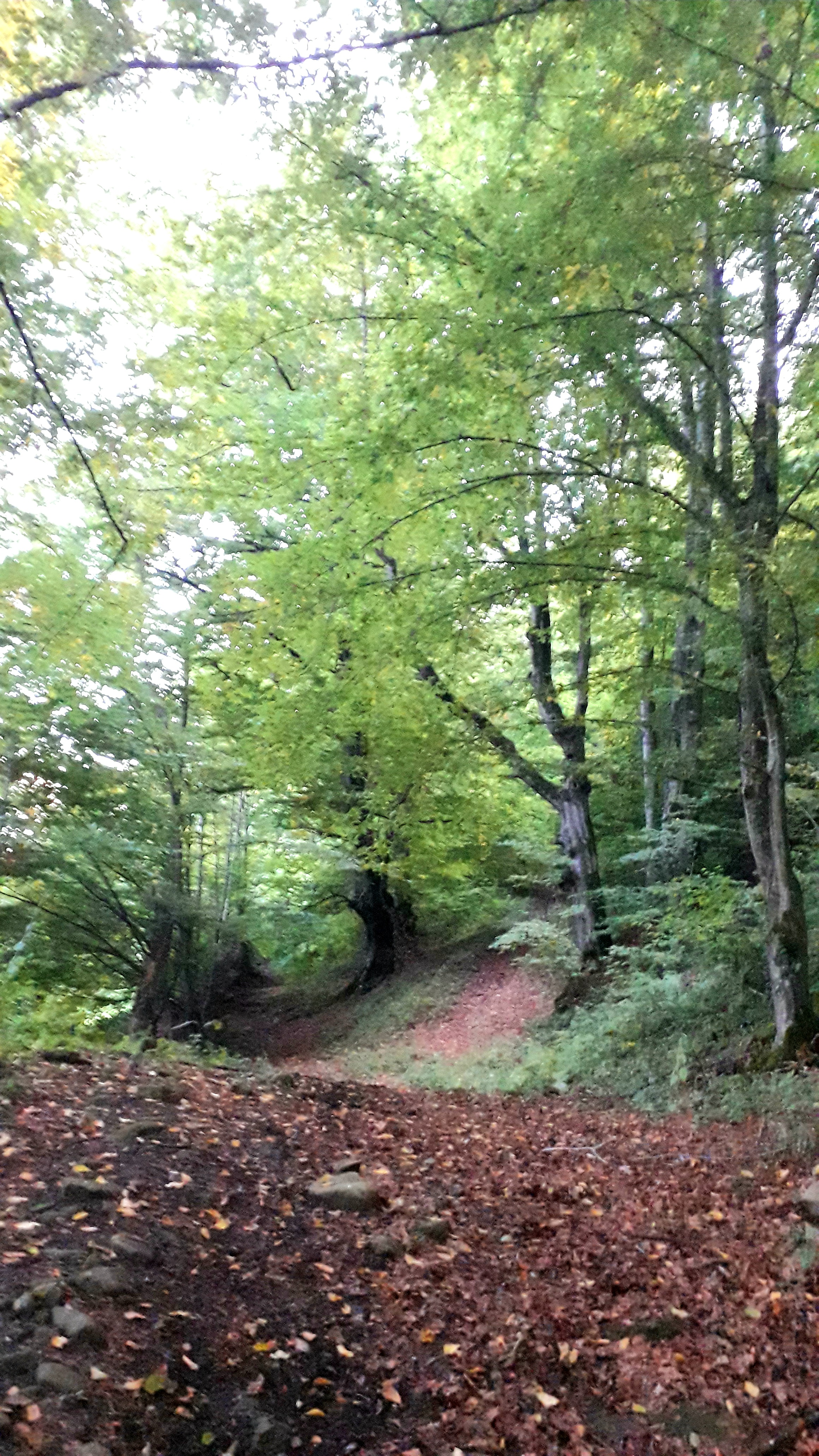
Bosque de hayas cerca de Cazaci

## Imagini

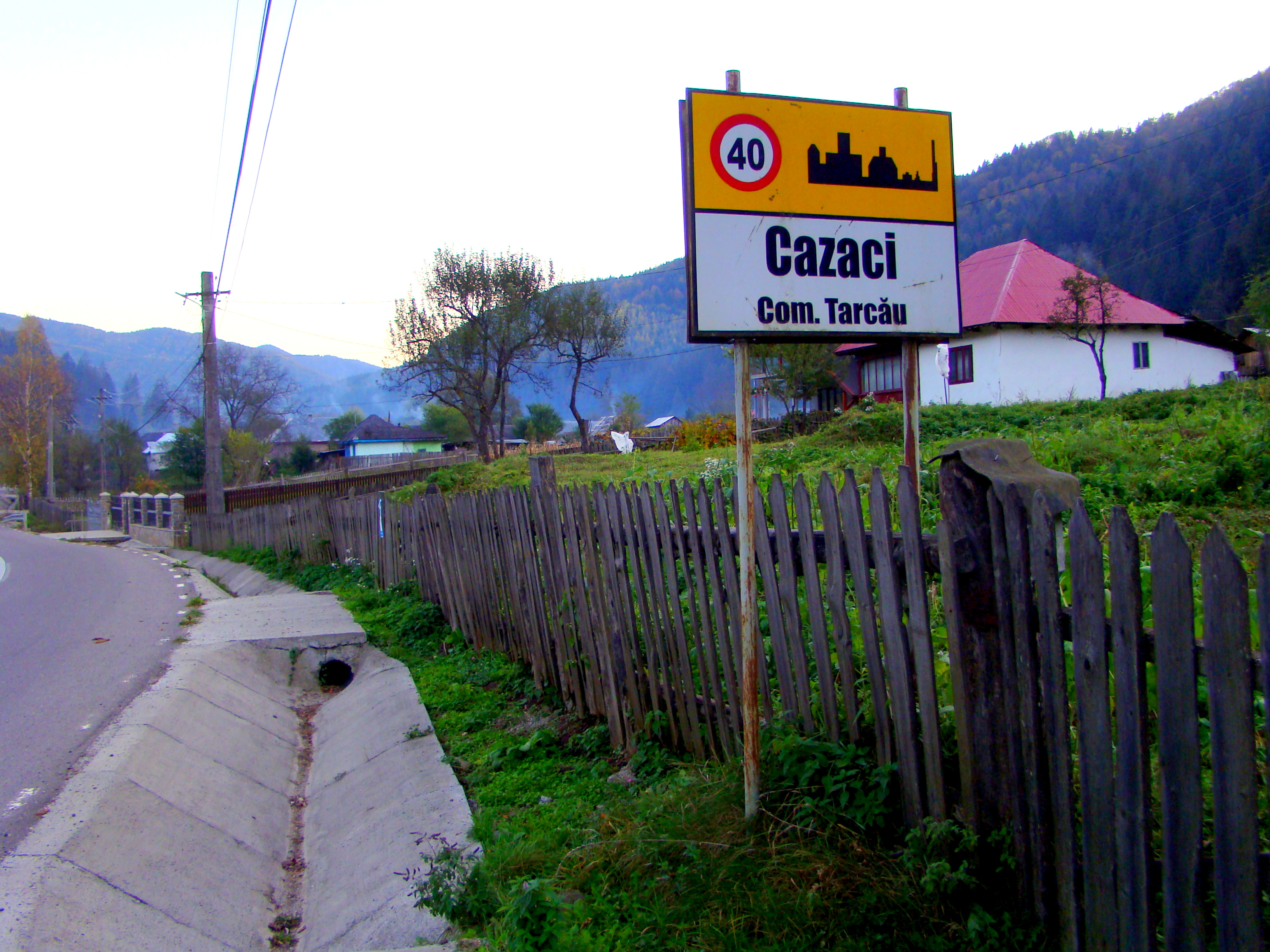
Intrarea în localitate
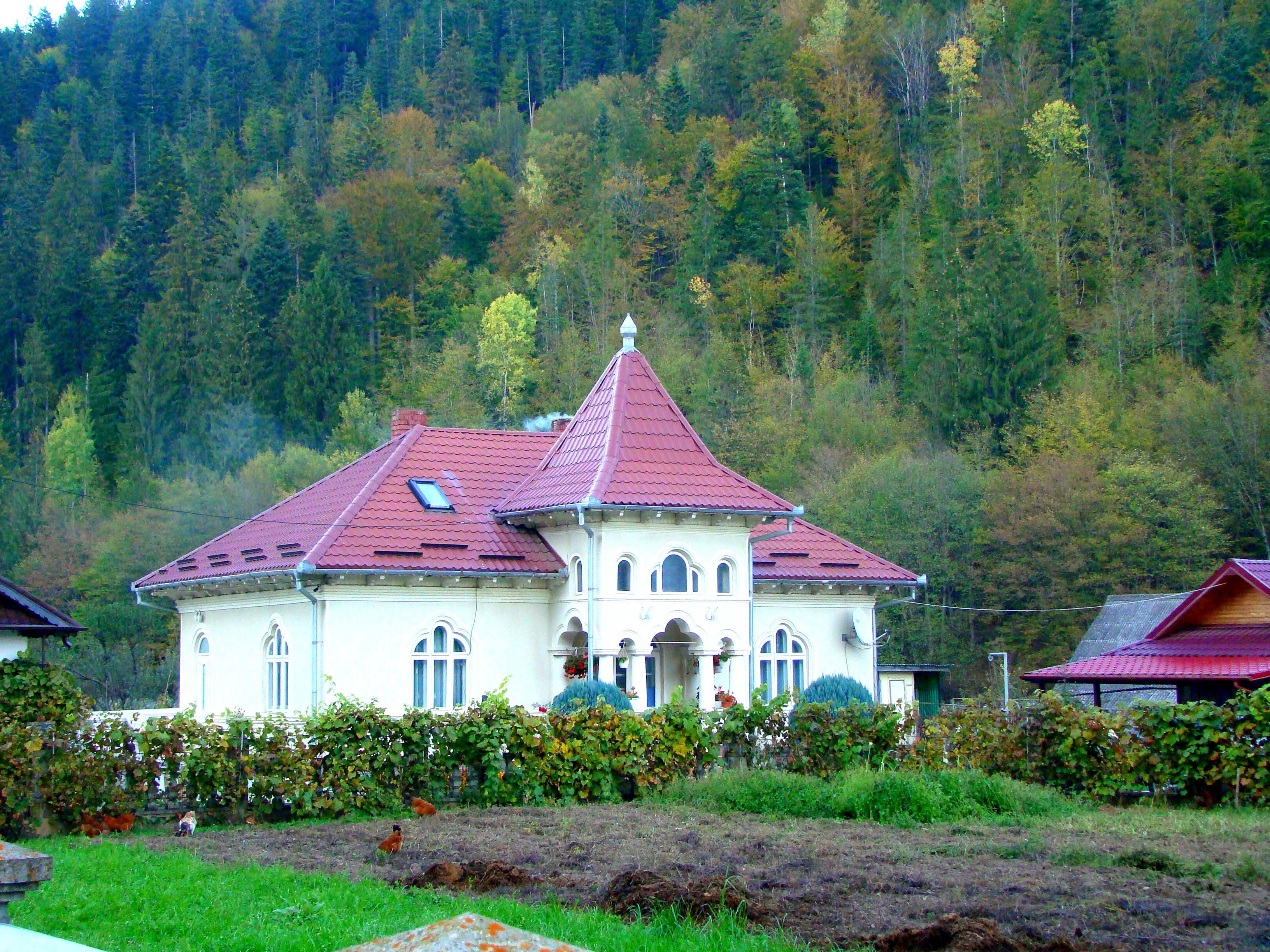
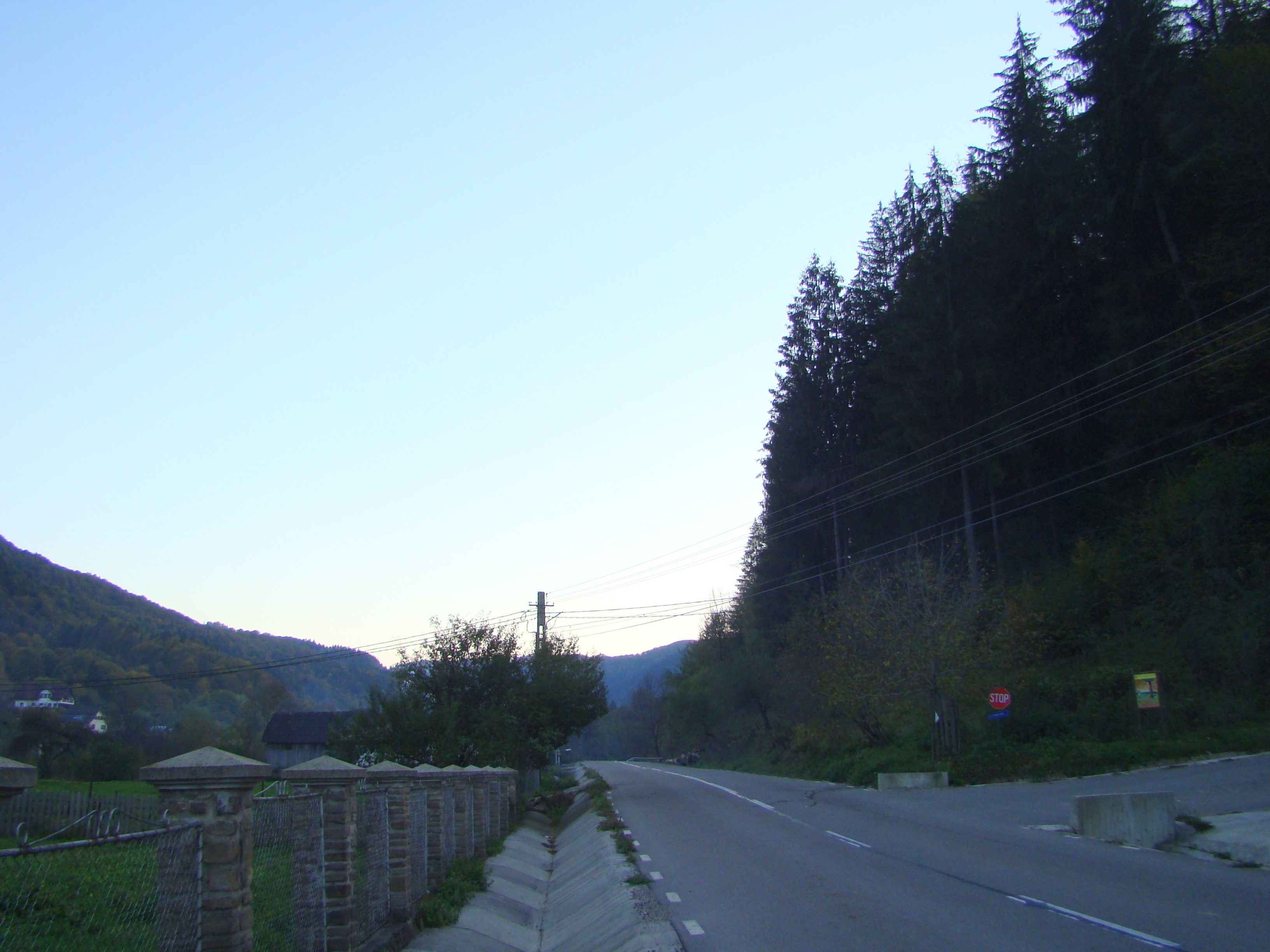
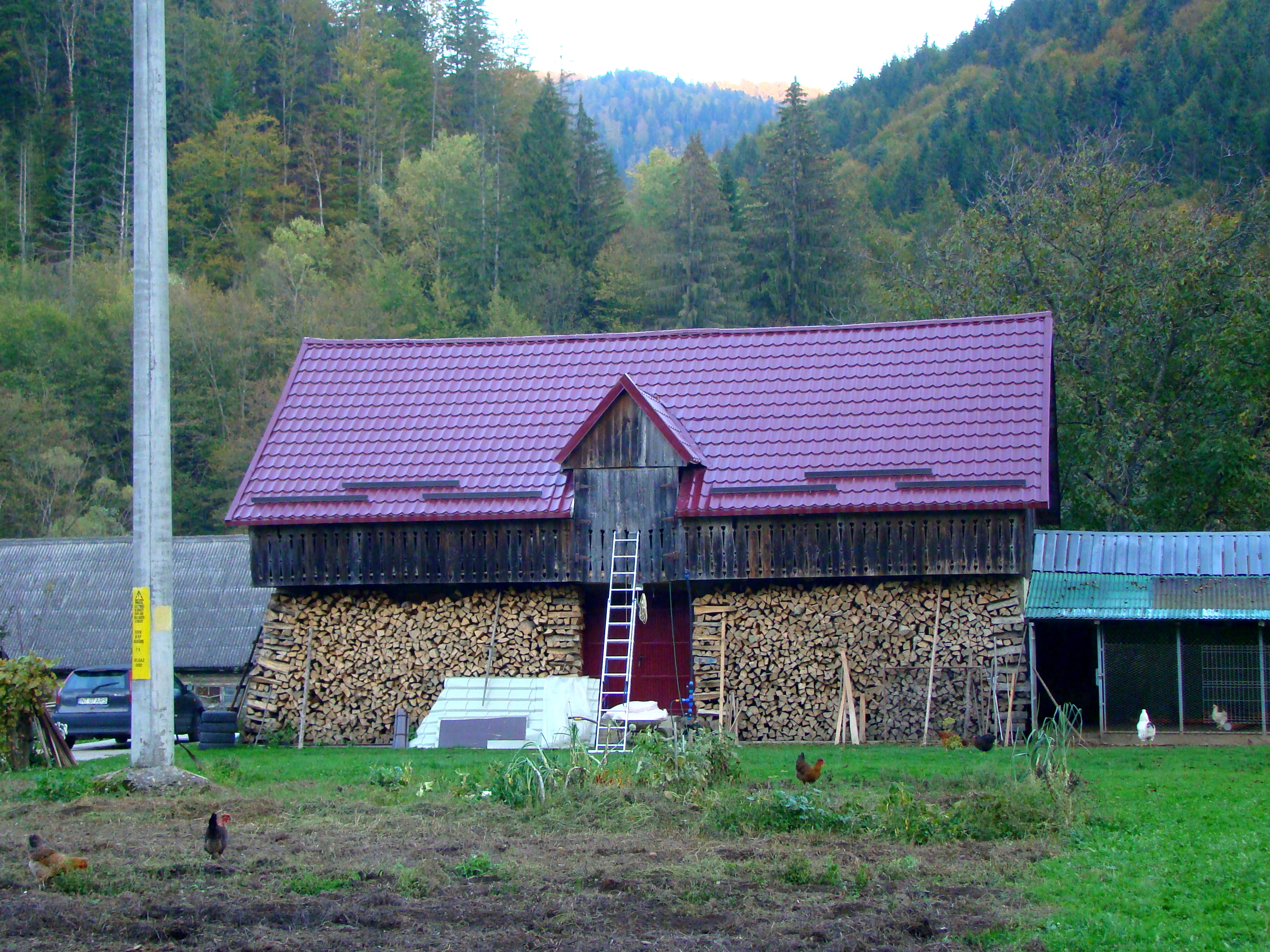
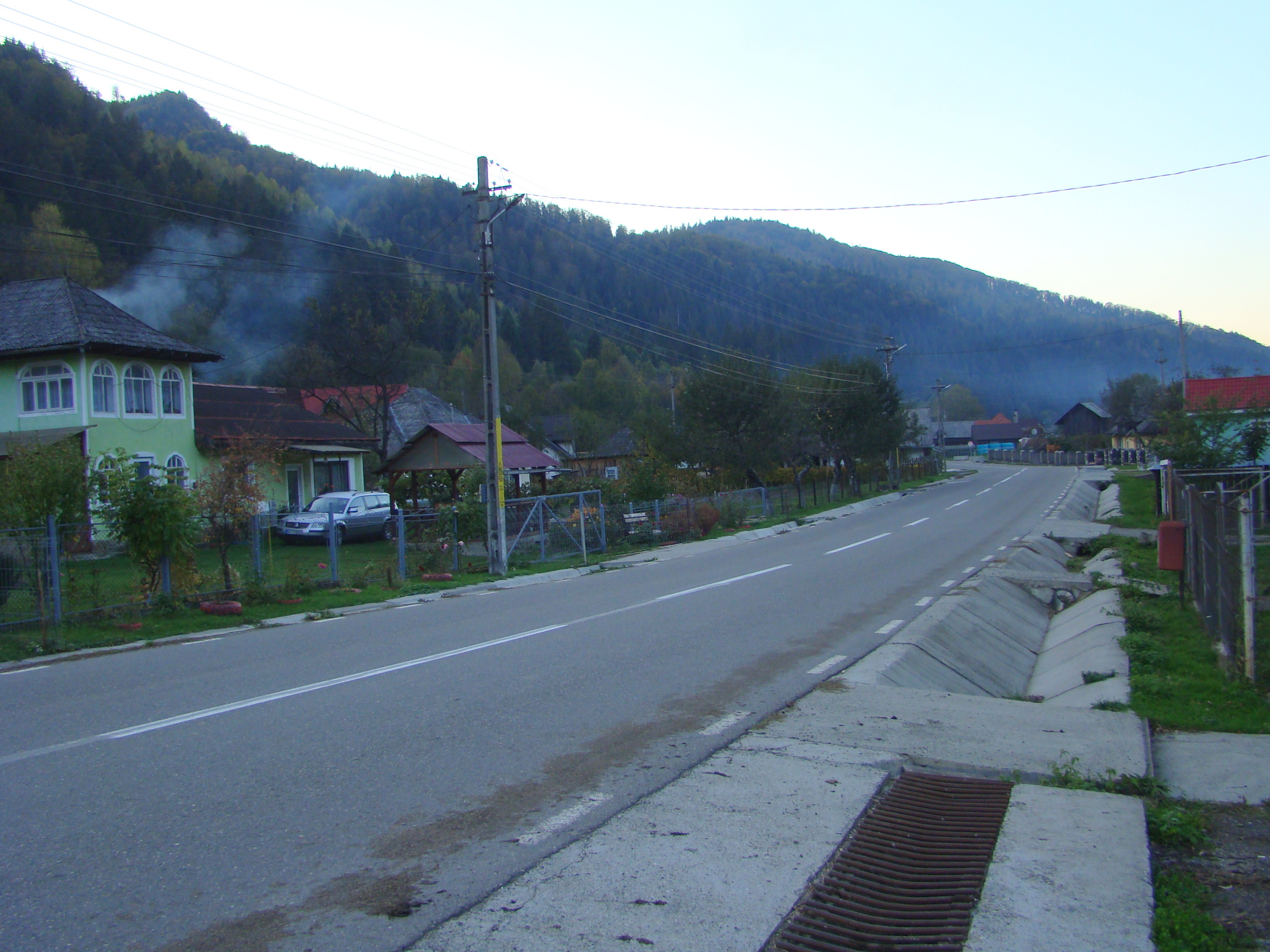
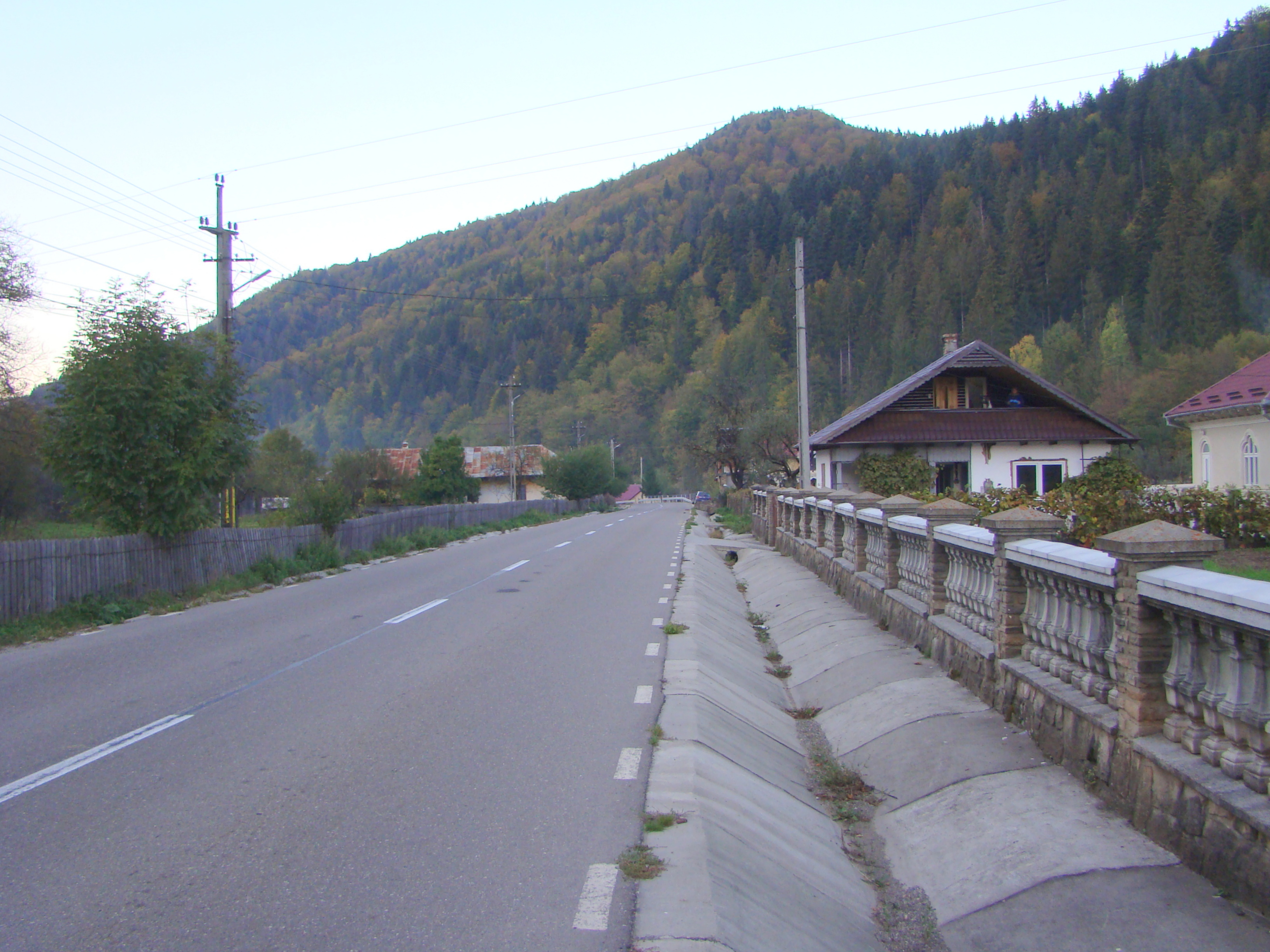
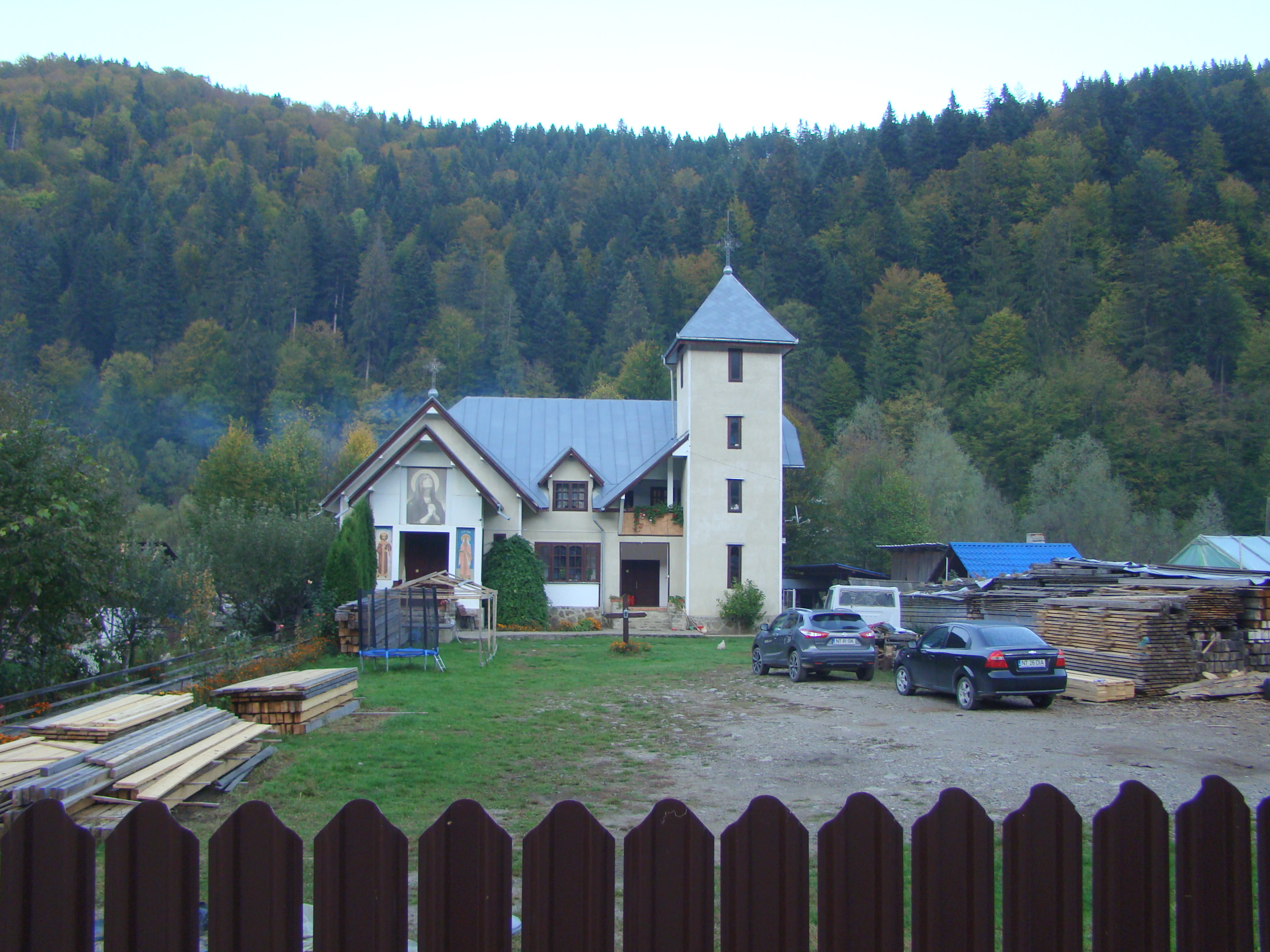
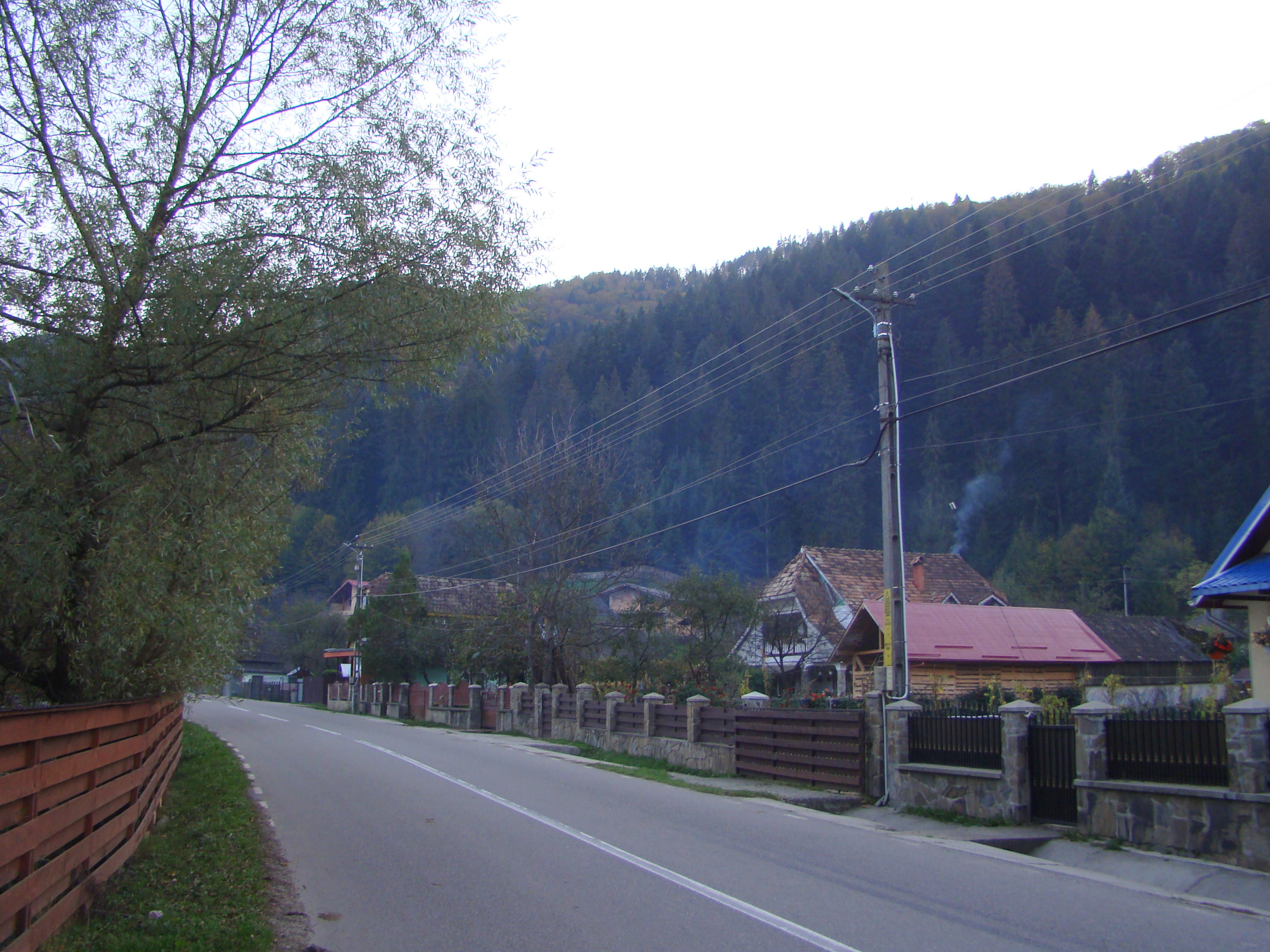
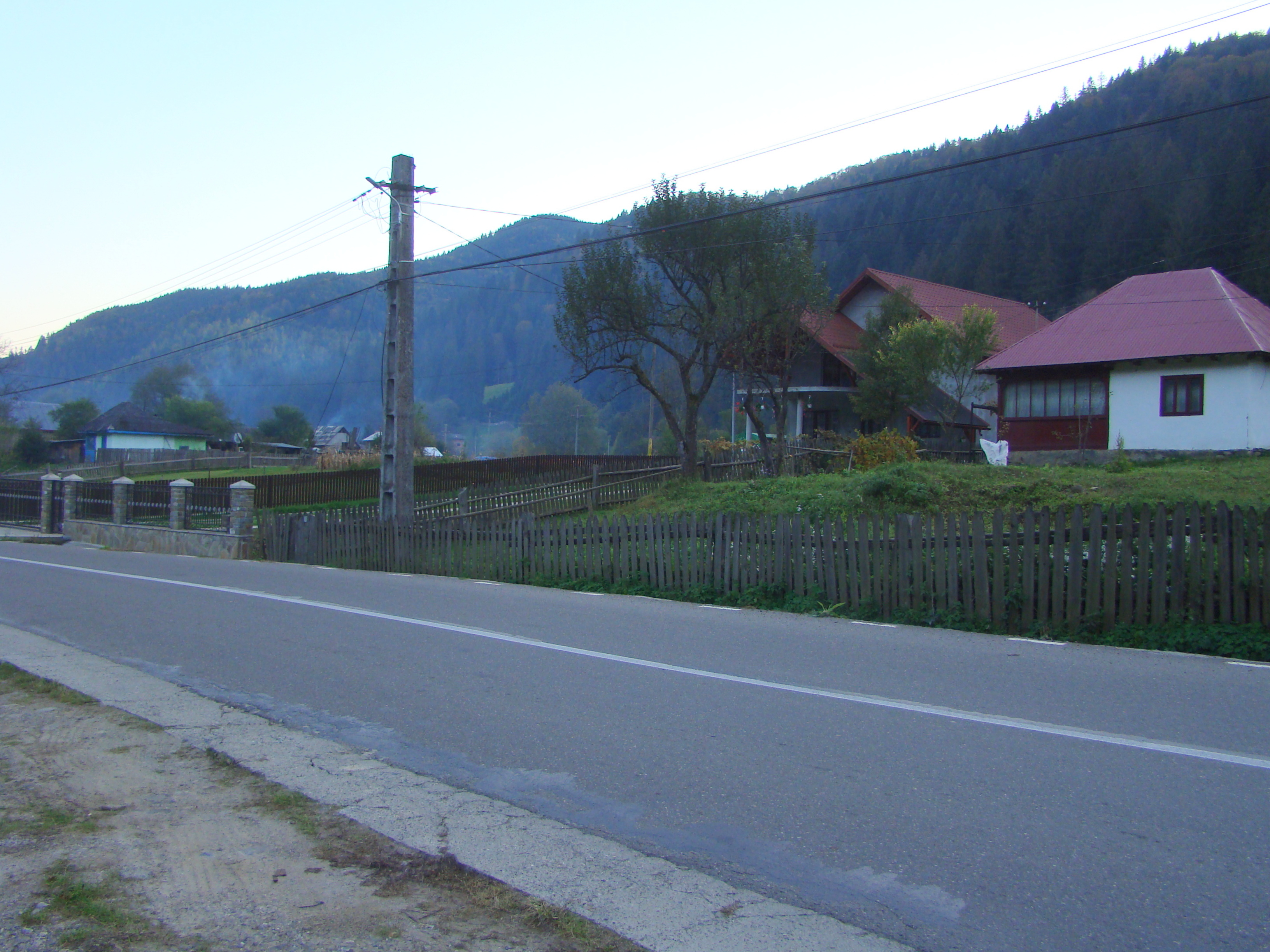
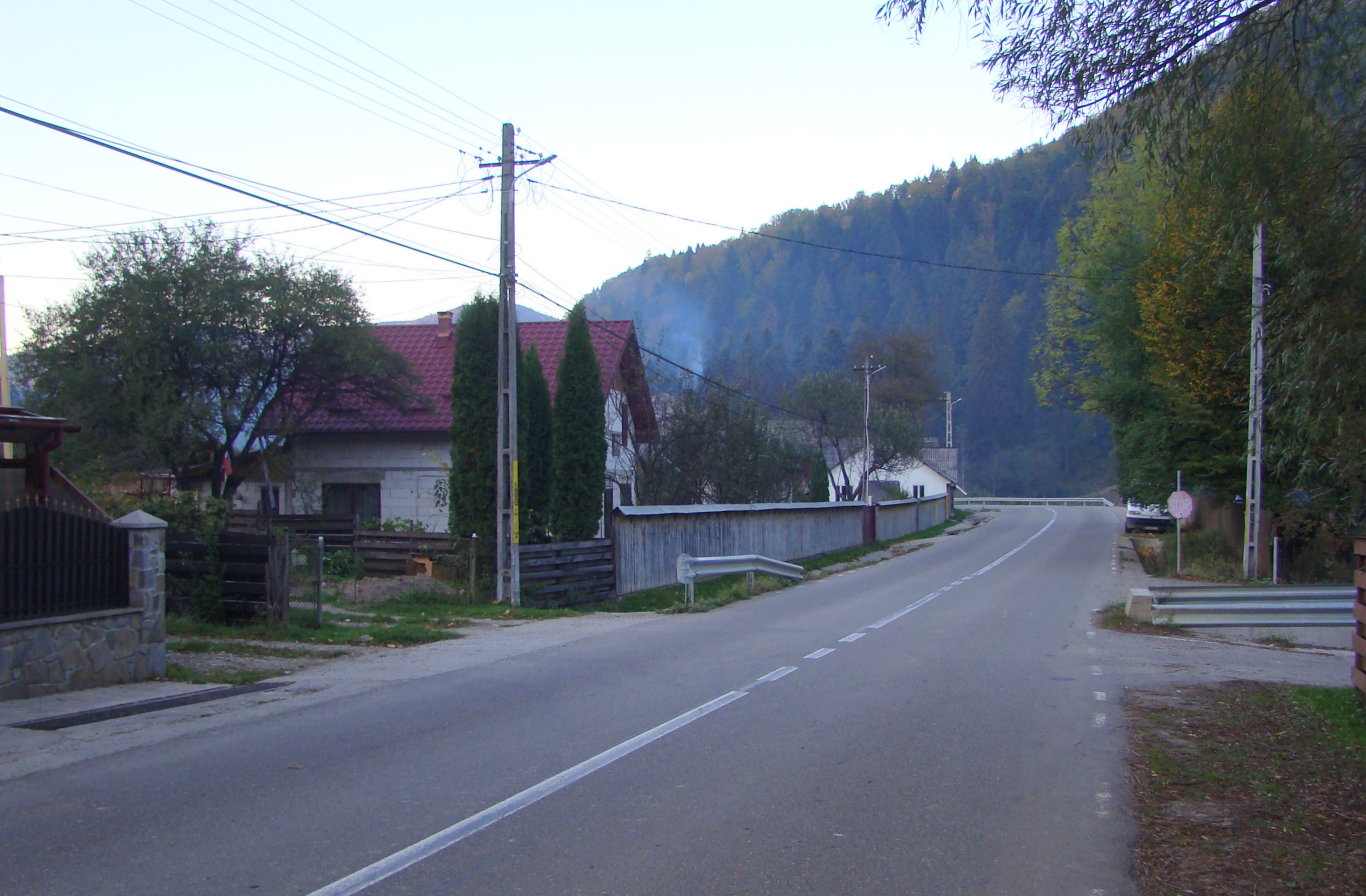

 Acest articol despre o localitate din județul Neamț este deocamdată un ciot. Puteți ajuta Wikipedia prin completarea lui.